# Paisaje con la huida a Egipto (Patinir)
Paisaje con la huida a Egipto es un cuadro del pintor de paisajes flamenco Joachim Patinir, realizado hacia el año 1515; pintado sobre tabla, mide 17 cm de alto y 21 cm de ancho y se conserva en el Real Museo de Bellas Artes de Amberes (Bélgica).
El motivo pertenece a la amplia iconografía de la Huida a Egipto, dentro de las variante paisajísticas puestas de moda por los pintores flamencos del siglo xvi.
En lugar de pintar a los viajeros en un paisaje desértico (como el que se supone que tuvieron que atravesar desde Belén hasta Egipto), Patinir pinta las granjas de los Países Bajos y un conjunto montañoso épico exagerando las rocas de uno de los entornos de su Dinant natal. La composición, como es habitual en este pintor y sería luego en su nutrida escuela de seguidores, se construye con perspectivas tan insólitas e ingenuas como fantasmagóricas, reducidos los tres protagonistas a la mínima expresión, casi perdidos en un paisaje elaborado por perspectivas en fuga. En otras versiones del tema, Patinir pintará además motivos bíblicos asociados a la Huida, como el de la matanza de los Inocentes (que la había provocado), o el ‘milagro de los campos de maíz’ o la ‘caída de los ídolos paganos’.